# Jorge Fernández-Maldonado
Jorge Fernández-Maldonado Solari (Ilo, 27 de marzo de 1922-Lima, 10 de noviembre de 2000) fue un militar y político peruano.

## Biografía
Fue hijo de Arturo Fernández-Maldonado Soto y de Amelia Solari Hurtado. Sus estudios de secundaria los realizó en el Colegio Nuestra Señora de Guadalupe de Lima.  
En 1940, ingresó a la Escuela Militar de Chorrillos, de donde egresó tres años después como oficial del arma de infantería. 
El 26 de enero de 1952, se casó con Estela Castro Faucheux, con quien tuvo 4 hijos.
En 1954 ingresó a la Escuela Superior de Guerra para seguir los cursos de Comando y Estado Mayor, y de Instructores. Al egresar se desempeñó como profesor. 
Realizó estudios en la Escuela de Inteligencia del Ejército y en el United States Army Caribbean School de Panamá. 
Ejerció diversos cargos, como jefe del Servicio de Inteligencia del Ejército, subdirector de la Dirección de Inteligencia, director del Colegio Militar de Trujillo Ramón Castilla y subdirector de personal en el Estado Mayor General del Ejército. 
Fue agregado militar en la República Argentina.

## Carrera política
A finales de 1968, fue nombrado ministro de Fomento y Obras Públicas, ministerio que fue desactivado pocos meses después.

### Ministro de Energía y Minas
En abril de 1969, fue designado como ministro de Energía y Minas del Perú por el presidente Juan Velasco Alvarado, cargo que ejerció hasta agosto de 1975.

### Jefe del Estado Mayor
Con el golpe de Estado de Francisco Morales Bermúdez, Fernández-Maldonado fue nombrado como jefe del Estado Mayor del Ejército.

### Presidente del Consejo de Ministros
El 31 de enero de 1976, fue designado como presidente del Consejo de Ministros, ministro de Guerra y comandante general del Ejército del Perú.
Pasó al retiro el 31 de agosto de 1976.

### Senador
Fundador del Partido Socialista Revolucionario, fue senador de la república de 1985 a 1990 por la alianza Izquierda Unida.
Presidió la comisión del Senado encargada de investigar los sucesos en los penales de junio de 1986.

## Condecoraciones
- Orden Militar de Ayacucho en los grados de oficial y caballero;
- Cruz Peruana al Mérito Militar, en el grado de gran cruz;
- Orden de Mayo al Mérito Militar, en el grado de comendador, de la República Argentina;
- Gran Cordón de la Orden del Libertador de la República de Venezuela.